# Remigia virbia
Remigia virbia är en fjärilsart som beskrevs av Pieter Cramer 1780. Remigia virbia ingår i släktet Remigia och familjen nattflyn. Inga underarter finns listade.